# 2008 en Iran
Chronologie de l'Iran
- 2004
- 2005
- 2006
- 2007
- 2008
- 2009
- 2010
- 2011
- 2012

Cet article traite des événements qui se sont produits durant l'année 2008 en Iran.

## Gouvernements
- Guide de la Révolution : Ali Khamenei
- Président : Mahmoud Ahmadinejad

## Événements

### Janvier
- 13 janvier : à Abou Dabi, le président américain, George W. Bush, accuse l'Iran de constituer une « menace pour la sécurité des nations » partout dans le monde et d'« être le premier parrain étatique du terrorisme ». Il appelle les pays arabes sunnites et tous les amis des États-Unis « à faire face à ce danger avant qu'il ne soit trop tard ».
- 13 janvier : le directeur de l'Agence internationale de l'énergie atomique, Mohamed el-Baradei, annonce avoir conclu avec le gouvernement iranien un nouvel accord donnant à ce dernier un délai supplémentaire de quatre semaines pour répondre à certaines questions sur ses activités nucléaires passées.

### Février
- 4 février : l'Iran lance la fusée-sonde Kavoshgar-1 pour inaugurer son centre spatial récemment construit.
- 14 février : selon des diplomates en poste à Vienne, ville du siège de l'Agence internationale de l'énergie atomique, l'Iran poursuit son programme nucléaire militaire. Des tests d'enrichissement dans des centrifugeuses de deuxième générait auraient été effectués. Du gaz d'uranium (UF6) a été utilisé ; ce qui ouvrirait la voie à la fission nucléaire et à la fabrication de la bombe atomique dès cette année.

### Mars
- 14 mars : les électeurs iraniens se rendent aux urnes pour les élections législatives (en). Près de 90 % des candidats réformistes ont été disqualifiés des élections[1]. L'Union européenne juge le scrutin « ni libre, ni équitable »[2].
- 16 mars : les conservateurs du courant fondamentaliste remportent les élections législatives (en)[3].

### Avril
- 4 avril : d'après des diplomates proches de l'Agence internationale de l'énergie atomique, deux lignes de 176 centrifugeuses IR-2, tournant deux fois plus vite que celles de la première génération, sont en production sur le site d'enrichissement de Natanz au sud-ouest de Téhéran et une troisième serait en cours d'installation. Les nouvelles centrifugeuses seraient capables d'atteindre le seuil d'enrichissement de 90 % et d'aller au-delà permettant d'obtenir de l'uranium de qualité militaire.
- 8 avril : l'Iran célèbre la seconde fête du nucléaire et le président Mahmoud Ahmadinejad annonce, depuis le site nucléaire de Nantaz, l'installation prochaine de 6 000 centrifugeuses de nouvelle génération.
- 8 avril : l'ancien porte-parole des négociateurs iraniens sur le nucléaire, Hassan Rohani, est condamné à deux ans de prison avec sursis.
- 11 avril : l'Agence de presse de la République islamique, annonce la mise en service de 492 nouvelles centrifugeuses en plus de 3 000 déjà en service.
- 12 avril : une explosion dans une mosquée chiite de la ville de Chiraz a causé la mort de 11 personnes et en a blessé 191. D'après la police, l’explosion aurait été causée par la présence d'une importante panoplie de munitions et d'explosifs dans le centre culturel de la mosquée qui abritait une exposition commémorant la guerre Iran-Irak (1980-1988).
- 14 avril : Shirin Ebadi, prix Nobel de la paix 2003 et militante des droits de l'homme, fait état de nombreuses menaces contre elle et sa famille et, ce, depuis plusieurs mois.
- 23 avril : trois importants ayatollahs, dont Naser Makarem Shirazi et l'ancien Président de la République islamique d'Iran Ali Akbar Hachemi Rafsandjani, critiquent la politique économique du gouvernement qui, selon eux, est responsable d'une inflation de 18,4 % en un an et des prix toujours plus élevés des logements (100 % en deux ans). Plusieurs députés et économistes ont déjà signalé la montée des mécontentements depuis plus d'un an. Le ministre des Finances démissionnaire, Davoud Danesh Jafari, dénonce le budget 2008-2009 très inflationniste, élaboré par Mahmoud Ahmadinejad. Depuis 2005, les pétro-dollars sont injectés en masse dans l'économie iranienne en multipliant les prêts à faible taux d'intérêt; or, ce volume de liquidités alimente une inflation de plus en plus incontrôlable. En réponse, le président Ahmadinejad accuse « les ennemis de l'intérieur » et une opposition contrôlant une « mafia économique ».
- 30 avril : une quatrième militante féministe, Rezvan Moghadam, a été condamnée à une peine avec sursis de six mois de prison et à 10 coups de fouet par le tribunal révolutionnaire de Téhéran[4].

### Mai
- 4 mai : l'ayatollah Ali Khamenei, guide suprême, déclare que l'Iran poursuivra son programme nucléaire malgré les menaces des grandes puissances.
- 16 mai : six dirigeants de la communauté baha'ie sont arrêtés; un premier avait été arrêté le 30 mars dernier. La communauté baha'ie subit, depuis 1979, les persécutions de la dictature islamiste des mollahs et son culte fut désormais proscrit, mais, depuis l'arrivée au pouvoir du président Mahmoud Ahmadinejad en juin 2005, cette minorité religieuse pacifique subit un durcissement de la répression.
- 29 mai : dans un entretien au journal Le Monde, le nouveau Premier ministre russe, Vladimir Poutine, déclare : « Les Iraniens sont un peuple fier. Ils veulent jouir de leur indépendance et utiliser le droit légitime au nucléaire civil. Je suis formel : sur le plan juridique, l'Iran n'a rien enfreint pour l'instant. Il a même le droit d'enrichir (de l'uranium) ».

### Juin
- 10 juin : le sommet des États-Unis-Union européenne se réunit à Brdo Pri Kranju en Slovénie avec la présence du président américain, George W. Bush, qui obtient une déclaration commune en faveur d'un accroissement de la pression diplomatique sur l'Iran.

### Juillet
- 6 juillet : les ensembles monastiques
- Dimanche 6 juillet 2008 : Les ensembles monastiques arméniens du Nord-Ouest du pays (Saint-Thaddée, Saint-Stepanos de Jolfa et Sainte-Mère-de-Dieu de Dzordzor) sont inscrits au Patrimoine mondial de l'humanité.

### Août
- 12 août : le ministère du Trésor américain impose des sanctions sur cinq compagnies iraniennes pour avoir assisté au développement du programme nucléaire de l'Iran.

### Octobre
- 30 octobre : l'Iran et l'Irak conviennent d'échanger les restes de 200 soldats irakiens contre ceux de 41 soldats iraniens tués durant la guerre ayant opposé les deux pays entre 1980 et 1988
- Vendredi 31 octobre 2008 : L'Iran et l'Irak conviennent d'échanger les restes de 200 soldats irakiens contre ceux de 41 soldats iraniens tués durant la guerre ayant opposé les deux pays entre 1980 et 1988[5].

### Novembre
- 5 novembre : Le Parlement adopte à une large majorité (188 sur 247 députés présents dans l'hémicycle) une motion de censure contre le ministre de l'Intérieur, Ali Kordan, accusé d'avoir un faux diplôme de la prestigieuse université britannique d'Oxford[6] Proche du président Ahmadinejad, il avait été nommé en août dernier, en remplacement de Mostapha Pour Mohammadi, lui aussi contraint à la démission. Il s'agit du dixième changement de ministre depuis 2005. Ali Kordan est un vétéran de la République islamique, ancien vice-président de la télévision d'État et ancien fonctionnaire aux ministères du Travail et du Pétrole. Un représentant du gouvernement, Mohammad Abassi, a été convaincu de la tentative d'acheter le vote de certains députés en leur versant des chèques.
- 6 novembre : selon une décision du Trésor des États-Unis, désormais, plus aucun virement financier à destination de l'Iran ne pourra être fait par des banques américaines. Cette mesure est destinée « à révéler l'implication des banques iraniennes dans le soutien du régime de Téhéran au groupes terroristes et à la prolifération nucléaire et balistique. »
- 19 novembre : l'Agence internationale de l'énergie atomique estime, dans deux rapports confidentiels, que l'Iran progresse dans son programme d'enrichissement de l'uranium en dépit de trois séries de sanctions imposées par le Conseil de sécurité des Nations unies et que son enquête sur le programme d'armes nucléaires de l'Iran était dans une impasse. L'agence souligne notamment le manque de progrès pour faire la lumière sur les tentatives présumées de l'Iran d'adapter son missile Shahab-3 en vue de l'équiper d'une charge nucléaire.
- 22 novembre : un Iranien accusé d'espionnage pour Israël est pendu.
- 25 novembre : la peine de mort est requise dans le procès de trois Iraniens accusés d'espionnage pour le compte d'Israël.
- 26 novembre : dix Iraniens, dont une femme, sont pendus pour meurtre à la prison d'Evin à Téhéran.
- 29 novembre : le président Mahmoud Ahmadinejad, présent à Doha au Qatar à l'occasion de la conférence internationale des Nations unies sur le financement du développement réunissant les représentants des 20 pays les plus riches du monde, déclare que la crise financière a mis un terme à un système capitaliste « impitoyable et injuste » et suggère que la crise pourrait être un « stratagème » des États-Unis pour « affaiblir leurs rivaux et attirer des richesses » dans leur propre économie. Il a renouvelé ses attaques contre Israël : « …j'annonce que le régime sioniste touche à sa fin et que davantage de crimes ne pourront le sauver […]dans un avenir proche, les concepts d'agression et de sionisme seront rayés de la carte ».

### Décembre
- 7 décembre : un séisme de magnitude 5,6 a frappé la région de Dargahan dans la province d'Hormozgan dans le Sud de l'Iran.
- 20 décembre : selon le journal italien La Stampa, l'Iran utilise des avions de la compagnie nationale vénézuélienne, la Conviasa, pour transporter, vers la Syrie, du matériel servant à fabriquer des missiles et ainsi contourner les sanctions des Nations unies. Une partie du matériel transporté tel que des ordinateurs et des composantes de moteurs proviendrait du groupe industriel iranien Shahid Bagheri inscrit à l'annexe de la résolution 1737 du Conseil de sécurité des Nations unies pour son implication dans le programme de missiles balistiques iranien. De son côté, la Syrie fait parvenir, depuis 2006, du matériel militaire destiné aux Gardiens de la révolution et le Venezuela bénéficie de la mise à disposition de certains Gardiens de la révolution et des membres de leur unité d'élite, l'al-Quds, pour former et renforcer les services secrets et la police vénézuélienne[7].
- 21 décembre : le gouvernement fait fermer les bureaux du Cercle des défenseurs des droits de l'Homme dirigé par le prix Nobel de la paix Shirin Ebadi.
- 21 décembre : selon des observateurs, l'Iran est désormais durement touché économiquement et le président Mahmoud Ahmadinejad vient d'admettre qu'un baril à moins de 30 dollars contraindra l'Iran à « abandonner une grande partie des projets économiques ». La rente pétrolière représente 90 % des recettes d'exportation et près de 75 % des dépenses budgétaires du pays.
- 29 décembre : journée de deuil national en solidarité avec les habitants du territoire palestinien. Des milliers de manifestants à Téhéran scandent « Mort à Israël », « Mort à l'Amérique », « Israël doit disparaître de la face du monde », « Nous devons tous nous mobiliser pour détruire Israël ». Un groupe islamiste étudiant annonce l'inscription de volontaires pour faire partie des brigades martyres combattantes contre Israël. Un bateau chargé de 2 000 tonnes d'aide humanitaire, a quitté le port de Bandar Abbas à destination de la bande de Gaza et deux autres bateaux sont en préparation.